# (73867) 1997 AH1
(73867) 1997 AH1 – planetoida z pasa głównego asteroid okrążająca Słońce w ciągu 3,98 lat w średniej odległości 2,51 j.a. Odkryta 2 stycznia 1997 roku.